# Chanbria regalis
Chanbria regalis es una especie de arácnido  del orden Solifugae de la familia Eremobatidae.

## Distribución geográfica
Se encuentra en Arizona y California (Estados Unidos).